# 9285 Le Corre
9285 Le Corre este o planetă minoră (asteroid), cu un diametru de 6,087 km, din centura de asteroizi. A fost descoperită pe 2 martie 1981 la Observatorul Siding Spring de Schelte J. Bus și a fost numită după Lucille Le Corre⁠(d). 
Obiectul prezintă o orbită caracterizată de o semiaxă mare de 2,9121709 UAi, o excentricitate de 0,06, o înclinație de 1,13547 ° în raport cu ecliptica.